# Чемпионат Китая по футболу 2010
Чемпиона́т Кита́я по футбо́лу 2010 — 7-й сезон после основания китайской Суперлиги, 17-й сезон после получения статуса профессионального спорта футбольной ассоциацией, а также 49-й сезон в высшей лиге КНР.
В турнире принимали участие команды, занявшие в чемпионате Китая 2009 места с 1-го по 14-е, а также две команды, занявшие 1-е и 2-е места во второй по значимости китайской лиге (Первая Лига Китая по футболу) и получившие право выступать в Суперлиге.
Клуб «Шаньдун Лунэн» завоевал титул чемпиона третий раз за последние пять лет.
Четыре лучших клуба приняли участие в Лиге чемпионов АФК 2011.

## Изменения в тренерском штабе
| Клуб           | Ушел              | Причина             | Когда             | Пришел            |
| -------------- | ----------------- | ------------------- | ----------------- | ----------------- |
| Тяньцзинь Тэда | Цзо Шушэн         | Уволен              | Конец сезона 2009 | Ари Хан           |
| Шанхай Шэньхуа | Цзя Сюцюянь       | Уволен              | Конец сезона 2009 | Мирослав Блажевич |
| Чанчунь Ятай   | Ли Шубинь         | Уволен              | Конец сезона 2009 | Шэнь Сянфу        |
| Шаньдун Лунэн  | Любиша Тумбакович | Уволен              | Конец сезона 2009 | Бранко Иванкович  |
| Чунцин Лифань  | Ари Хан           | Окончание контракта | Конец сезона 2009 | Ли Шубинь         |
| Циндао Чжуннэн | Слободан Сантрач  | Уволен              | Конец сезона 2009 | Драган Йованович  |
| Шэньчжэнь Руби | Се Фэн            | Уволен              | Конец сезона 2009 | Синиша Гогич      |
| Шэньси Чаньба  | Чжу Гуанху        | Подал в отставку    | 8 мая 2010        | Милорад Косанович |
| Далянь Шидэ    | Сю Хун            | Подал в отставку    | 15 мая 2010       | Лю Чжунчан (и.о.) |
| Чанша Цзиньдэ  | Хао Вэй           | Подал в отставку    | 16 июня 2010      | Миодраг Йешич     |
| Далянь Шидэ    | Лю Чжунчан (и.о.) | Заменен             | 19 июля 2010      | Пак Сун-Хва       |
| Чунцин Лифань  | Ли Шубинь         | Уволен              | 19 июля 2010      | Вэй Синь (и.о.)   |
| Бэйцзин Гоань  | Хун Юаньшо        | Уволен              | 21 сентября 2010  | Вэй Кэсин         |

## Изменения названий клубов
- «Хэнань Цзянье» был переименован в «Хэнань Констракшн»
- «Шэньси Чжунсинь» переименован в «Шэньси Чаньба»
- «Ханчжоу Лучэн» переименован в «Ханчжоу Гринтаун»
- «Ляонин Хунюнь» переименован в «Ляонин Хувин»
- «Шэньчжэнь» переименован в «Шэньчжэнь Руби»
- «Наньчан Огэст Фёст» переименован в «Наньчан Хэнъюань»

## Скандалы
Попытки оживить национальный футбол на протяжении последних нескольких лет в Китае привели к скандалам и обвинениям в коррупции ряда околофутбольных деятелей. В этом ряду следует отметить бывшего главу Китайской Футбольной Ассоциации (англ. Chinese Football Association, CFA), Нань Юна и его заместителей Ян Имина и Чжан Цзяньцяна, которые подозревались в «работе» с судейским корпусом.. Расследование показало, что клубы «Гуанчжоу» и «Чэнду Блэйдс» на пути к высоким местам использовали взятки. Обе команды были переведены во второй дивизион без права апелляции, что стало самым тяжелым наказанием для клубов.. Для того, чтобы в турнире участвовало 16 команд, Китайская Футбольная Ассоциация разрешила командам «Ханчжоу Гринтаун» и «Чунцин Лифань» сохранить места в числе команд высшей лиги Китая, хотя оба клуба были номинально отправлены в низший дивизион..

## Итоговая таблица
| М  | Команда           | И  | В  | Н  | П  | Мячи    | ±   | О  | Примечания                                                                                           |
| -- | ----------------- | -- | -- | -- | -- | ------- | --- | -- | --- |
| 1  | Шаньдун Лунэн     | 30 | 18 | 9  | 3  | 59 − 34 | +25 | 63 | Групповой этап Лиги чемпионов АФК                                                                    |
| 2  | Тяньцзинь Тэда    | 30 | 13 | 11 | 6  | 37 − 29 | +8  | 50 | Групповой этап Лиги чемпионов АФК                                                                    |
| 3  | Шанхай Шэньхуа    | 30 | 14 | 6  | 10 | 44 − 41 | +3  | 48 | Групповой этап Лиги чемпионов АФК Очки в личных встречах: Шанхай - 4 очка, 3-2 Ханчжоу - 1 очко, 2-3 |
| 4  | Ханчжоу Гринтаун  | 30 | 13 | 9  | 8  | 38 − 30 | +8  | 48 | Групповой этап Лиги чемпионов АФК                                                                    |
| 5  | Бэйцзин Гоань     | 30 | 12 | 10 | 8  | 35 − 29 | +6  | 46 | |
| 6  | Далянь Шидэ       | 30 | 10 | 12 | 8  | 40 − 37 | +3  | 42 | |
| 7  | Ляонин Хувин      | 30 | 10 | 10 | 10 | 39 − 36 | +3  | 40 | Очки в личных встречах: Ляонин - 4 очка, 3-1 Хэнань - 1 очко, 1-3                                    |
| 8  | Хэнань Констракшн | 30 | 9  | 13 | 8  | 31 − 31 | 0   | 40 | Очки в личных встречах: Ляонин - 4 очка, 3-1 Хэнань - 1 очко, 1-3                                    |
| 9  | Чанчунь Ятай      | 30 | 10 | 8  | 12 | 40 − 41 | −1  | 38 | |
| 10 | Шэньси Чаньба     | 30 | 9  | 10 | 11 | 33 − 36 | −3  | 37 | |
| 11 | Цзянсу Сайнти     | 30 | 8  | 11 | 11 | 27 − 27 | 0   | 35 | |
| 12 | Шэньчжэнь Руби    | 30 | 8  | 8  | 14 | 34 − 41 | −7  | 32 | Очки в личных встречах: Шэньчжэнь - 6 очков, 2-0 Наньчан - 0 очков, 0-2                              |
| 13 | Наньчан Хэнъюань  | 30 | 8  | 8  | 14 | 33 − 35 | −2  | 32 | Очки в личных встречах: Шэньчжэнь - 6 очков, 2-0 Наньчан - 0 очков, 0-2                              |
| 14 | Циндао Чжуннэн    | 30 | 6  | 12 | 12 | 31 − 44 | −13 | 30 | Очки в личных встречах: Циндао - 8 очков, 7-4 Чунцин - 5 очков, 6-5 Чанша - 2 очка, 4-8              |
| 15 | Чунцин Лифань     | 30 | 7  | 9  | 14 | 36 − 48 | −12 | 30 | Вылет в Первый дивизион                                                                              |
| 16 | Чанша Цзиньдэ     | 30 | 6  | 12 | 12 | 24 − 42 | −18 | 30 | Вылет в Первый дивизион                                                                              |

И — игры, В — выигрыши, Н — ничьи, П — проигрыши, Мячи — забитые и пропущенные голы, ± — разница голов, О — очки

По состоянию на 10 ноября 2010 года: 
В случае равенства набранных очков вступают в силу следующие критерии: 1) Очки, набранные в очных встречах; 2) Разница забитых и пропущенных в очных встречах; 3) Количество забитых мячей в очных встречах; 4) Разница мячей; 5) Забитые мячи; 6) Дисциплинарные очки..

## Список лучших бомбардиров
| Место | Игрок          | Клуб              | Мячи |
| ----- | -------------- | ----------------- | ---- |
| 1     | Дювьер Риаскос | Шанхай Шэньхуа    | 20   |
| 2     | Хань Пэн       | Шаньдун Лунэн     | 17   |
| 3     | Луис Рамирес   | Ханчжоу Гринтаун  | 14   |
| 4     | Ан Джон Хван   | Далянь Шидэ       | 10   |
| 4     | Чэнь Чжичжао   | Наньчан Хэнъюань  | 10   |
| 4     | Жозе Дуартэ    | Чунцин Лифань     | 10   |
| 4     | Леандро Нетто  | Хэнань Констракшн | 10   |
| 4     | Ян Сюй         | Ляонин Хувин      | 10   |
| 9     | Джеймс Чаманга | Далянь Шидэ       | 9    |
| 9     | Джонни Вудли   | Чунцин Лифань     | 9    |

### 8 голов
| - Александер Родич (Циндао Чжуннэн) - Цюй Бо (Шэньси Чаньба) | - Рода Антар (Шаньдун Лунэн) - Крис Киллен (Шэньчжэнь Руби) |

### 7 голов
| - Ду Чжэньюй (Чанчунь Ятай) - Ней (Чанчунь Ятай) - Мартин Камбуров (Далянь Шидэ) - Юй Ханьчао (Ляонин Хувин) | - Бето (Наньчан Хэнъюань) - Лю Цзянь (Циндао Чжуннэн) - Мохамед Каллон (Шэньси Чаньба) |

### Гол в свои ворота
| - Против Хэнань Констракшн (3): | Марико Дауда (Чунцин Лифань) Мао Цзяньцин (Шэньси Чаньба) Го Лян (Циндао Чжуннэн) |
| - Против Ляонин Хувин (1):      | Лю Цзянь (Циндао Чжуннэн)                                                         |
| - Против Циндао Чжуннэн (1):    | Цин Шэн (Цзянсу Сайнти)                                                           |
| - Против Шэньчжэнь Руби (1):    | Чжао Сюжи (Шэньси Чаньба)                                                         |

## Рекорды чемпионата
- Наибольшее количество мячей в одном матче: (8)

| Команда 1      | Счёт | Команда 2    |
| -------------- | ---- | ------------ |
| Шэньчжэнь Руби | 4:4  | Ляонин Хувин |

- Самая крупная домашняя победа (5-0):

| Команда 1     | Счёт | Команда 2     |
| ------------- | ---- | ------------- |
| Шэньси Чаньба | 5:0  | Чанша Цзиньдэ |

- Самая крупная гостевая победа (0-4):

| Команда 1      | Счёт | Команда 2      |
| -------------- | ---- | -------------- |
| Шэньчжэнь Руби | 0:4  | Шанхай Шэньхуа |

- Самая результативная ничья (4-4):

| Команда 1      | Счёт | Команда 2    |
| -------------- | ---- | ------------ |
| Шэньчжэнь Руби | 4:4  | Ляонин Хувин |

## Статистика чемпионата
- Наибольшее количество ничьих в туре (4): шесть раз — 1, 2, 6, 19, 24, 29 туры.
- Наименьшее количество ничьих в туре (0): один раз — 23 тур.
- Наибольшее количество гостевых побед в туре (4): один раз — 15 тур.
- Наименьшее количество гостевых побед в туре (0): два раза — 1, 21 туры.
- Наименьшее количество побед хозяев в туре (6): один раз — 23 тур.
- Наименьшее количество побед хозяев в туре (1): три раза — 2, 6, 8 туры.